# Samuel T. Busey

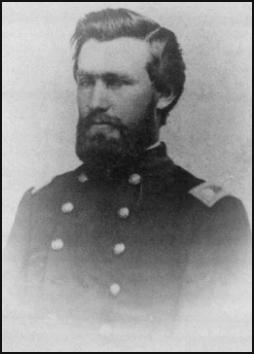
Samuel Thomson Busey

Samuel Thompson Busey (* 16. November 1835 in Greencastle, Indiana; † 12. August 1909 in Urbana, Illinois) war ein US-amerikanischer Politiker. Zwischen 1891 und 1893 vertrat er den Bundesstaat Illinois im US-Repräsentantenhaus.

## Werdegang
Noch in seiner Kindheit zog Samuel Busey mit seinen Eltern nach Urbana in Illinois, wo er die öffentlichen Schulen besuchte. Danach studierte er Jura. In den Jahren 1859 und 1860 besuchte er eine Handelsschule. Während des Bürgerkrieges diente Busey zwischen 1861 und 1865 in verschiedenen Einheiten im Heer der Union. Dabei stieg er bis 1865 bis zum Brevet-Brigadegeneral auf. Zwischen 1867 und 1888 war er im Bankgewerbe tätig. Gleichzeitig schlug er als Mitglied der Demokratischen Partei eine politische Laufbahn ein. Von 1880 bis 1889 war er neben seiner Banktätigkeit auch Bürgermeister von Urbana.
Bei den Kongresswahlen des Jahres 1890 wurde Busey im 15. Wahlbezirk von Illinois in das US-Repräsentantenhaus in Washington, D.C. gewählt, wo er am 4. März 1891 die Nachfolge von Joseph Gurney Cannon antrat. Da er im Jahr 1892 nicht bestätigt wurde, konnte er bis zum 3. März 1893 nur eine Legislaturperiode im Kongress absolvieren. Nach dem Ende seiner Zeit im US-Repräsentantenhaus arbeitete Samuel Busey wieder im Bankgewerbe. Er starb am 12. August 1909 in Urbana, wo er auch beigesetzt wurde.